# Anne-Christine Heinrich
Anne-Christine Heinrich (* 9. April 1984 in Wernigerode) ist eine deutsche Jazzflötistin und Komponistin. Ihr Mann Klaus Heidenreich ist ebenfalls Jazzmusiker, ihre Schwester Eva-Maria ist Kommunikationsdesignerin und Professorin.

## Wirken
Anne-Christine Heinrich begann im Alter von 13 Jahren mit dem Querflötenspiel und war über mehrere Jahre Teil des Landesjugendjazzorchester Sachsen-Anhalt. Ab 2005 studierte sie Jazz-Querflöte an der Musikhochschule Köln bei Michael Heupel. 2010 war sie Mitglied des Bundesjazzorchesters. Sie tritt mit eigenem Quartett auf. Sie wirkte außerdem bei Aufnahmen von Hannah Köpf (Stories Untold, 2010 und Flying Free, 2012) mit. Am 18. Januar 2013 veröffentlicht sie ihr erstes Album Just because... mit Eigenkompositionen.

## Diskographische Hinweise
- Just because... (Artist Own Label, 2013), mit ihrem Quartett (Simon Seidl Klavier, Jakob Kühnemann Bass, Silvio Morger Schlagzeug)